# Marsdenia cymulosa
Marsdenia cymulosa är en oleanderväxtart som beskrevs av George Bentham. Marsdenia cymulosa ingår i släktet Marsdenia och familjen oleanderväxter. Inga underarter finns listade i Catalogue of Life.